# 逢坂哲彌
逢坂哲彌（おおさか てつや、1945年（昭和20年）7月 - ）は、電気化学研究者。早稲田大学ナノ・ライフ創新研究機構特任研究教授・名誉機構長、早稲田大学理工学術院名誉教授、EC SENSING株式会社代表取締役。The Institute of Electrical and Electronics Engineers (IEEE ,米国電子情報通信学会) 、The Electrochemical society (ECS、米国電気化学会）、International society of electrochemistry （ISE、国際電気化学会）などの国際学会のFellowを歴任。
世界的な電気化学分野の研究者であり、産学官連携による電気化学を機軸とした多岐にわたる学際的研究の途を拓き、めっき、表面処理、磁性材料、エネルギー材料、半導体材料、バイオセンサー、さらにはそれに関連するシステムへと広い分野にわたる研究開発を展開するとともに、教育者として数百人にわたる国内外の若手研究者を育成し、多くの学者や経営者を輩出。
Electrochemica Acta Gold Medal of ISE (パーガモンゴールドメダル賞)、電気化学会学会賞・武井賞、日本化学会日本化学会賞、日本応用磁気学会学会賞、文部科学省科文部科学大臣表彰科学技術賞 （開発部門）、ECS Edward Goodrich Acheson Awardなど国内外で受賞多数。紫綬褒章（発明改良功績）を受章。
1974年に早稲田大学理工学研究科博士後期課程修了（工学博士）、以降、早稲田大学理工学術院教授、大学院理工学研究科委員長、初代研究推進部部長、理工学術院総合研究所所長、ナノ理工学研究機構機構長、総長室参与・学長代理（研究推進）などを経て現職。2019年には研究成果の社会実装を目的としてEC SENSING株式会社を設立、代表取締役に就任。 

## 学歴
- 1964年（昭和39年） 東京都立戸山高等学校卒業
- 1969年（昭和44年） 早稲田大学理工学部応用化学科卒業
- 1971年（昭和46年） 早稲田大学大学院理工学研究科修士課程修了
- 1974年（昭和49年） 早稲田大学大学院理工学研究科博士後期課程修了、工学博士

## 職歴
米国ジョージタウン大学での博士研究員のときに、高速フーリエ変換を電気化学材料の解析へ導入する画期的な研究に取り組み、以後、応用電気化学分野における実践的基礎研究を展開し、電池などのエネルギーデバイス、バイオセンサなどの高機能センサ、半導体・電子デバイスなどへのめっき実装、磁気記録デバイスなどの大容量ストレージ材料の研究に従事。とくに、リチウムイオン電池材料など二次電池材料の研究開発においては、国内外のアカデミアとの共同研究のみならず、日本の産学官連携を牽引し、米国電気化学会（ECS）会長（アジアで初めて）、日本磁気学会会長、電気化学会会長、エレクトロニクス実装学会会長、国際電気化学会（ISE）副会長、表面技術協会副会長等を歴任。 また神奈川大学の非常勤講師も務めた。

### 主務
- 1981年（昭和56年） 早稲田大学理工学部助教授
- 1986年（昭和61年） 早稲田大学理工学部教授
- 2016年（平成28年） 早稲田大学ナノ・ライフ創新研究機構特任研究教授

### 主な併任・兼任
- 1998年 (平成10年)   早稲田大学大学院理工学研究科委員長、早稲田大学評議員
- 2008年（平成20年） 早稲田大学理工学術院総合研究所所長
- 2010年（平成22年） 中国電子科技研究所非常勤客員教授
- 2010年（平成22年） 中華国際生命科学院名誉学院長
- 2010年（平成22年） 中国紹興県経済顧問
- 2010年（平成22年） 早稲田大学ナノ理工学研究機構機構長
- 2013年（平成25年） 上海交通大学客座教授
- 2014年（平成26年） 早稲田大学総長室参与・学長代理（研究推進）
- 2014年（平成26年） 早稲田大学総長室参与
- 2015年（平成27年） 早稲田大学スマートエナジーシステム・イノベーションセンターセンター長
- 2016年（平成26年） 東京農工大学経営協議会委員
- 2019年（平成31年） EC SENSING株式会社代表取締役

## 公職歴
- 1994年（平成6年）  日本学術会議材料工学研究連絡委員会委員
- 1997年（平成9年）  日本学術会議物質創製学研究連絡委員会委員
- 1998年（平成10年） 文部省学術審議会専門委員（科学研究費分科会）
- 1999年（平成11年） 新エネルギー・産業技術総合開発機構 負荷平準化新手法実証調評価委員会 委員長
- 2000年（平成12年） 通商産業省産業技術審議会専門委員
- 2002年（平成14年） 東北大学電気通信研究所　外部評価委員
- 2005年（平成17年） 東京工業大学統合研究院拠点育成評価委員
- 2006年（平成18年） 国立健康・栄養研究所 外部評価委員会委員
- 2007年（平成19年） 新エネルギー・産業技術総合開発機構　燃料電池自動車等用リチウム電池技術開発　分科会会長
- 2009年（平成21年） 新エネルギー・産業技術総合開発機構次世代衛星基盤技術開発 分科会会長
- 2010年（平成22年） 科学技術振興機構「先端的低炭素化技術開発事業（ALCA）」運営統括
- 2011年（平成23年） 新エネルギー・産業技術総合開発機構技術委員研究評価委員会 分科会会長
- 2012年（平成24年） 科学技術振興機構 科学技術戦略推進費評価作業部会委員
- 2013年（平成25年） 新エネルギー・産業技術総合開発機構技術委員研究評価委員会 分科会会長
- 2014年（平成26年） 埼玉県先端産業研究サロン委員
- 2016年（平成28年） 最高裁判所専門委員
- 2016年（平成28年） 新エネルギー・産業技術総合開発機構 エネルギー・環境技術先導プログラム プログラムマネージャー

## 民間団体歴（学会等）
- 1988年（昭和63年） 日本化学会理事
- 2000年（平成12年） 表面技術協会副会長
- 2001年（平成13年） エレクトロニクス実装学会会長
- 2003年（平成15年） International Society of Electrochemistry（ISE、国際電気化学会）副会長
- 2004年（平成16年） シンガポール政府科学諮問委員会委員
- 2005年（平成17年） 電気化学会会長
- 2007年（平成19年） 日本応用磁気学会会長
- 2009年（平成21年） 国際二次電池展　専門技術セミナー企画委員会委員長
- 2013年（平成25年）Electrochemical Society（ECS、米国電気化学会）会長

## 栄典・顕彰
平成30年秋 米国電気化学会（ECS）Edward Goodrich Acheson Award受賞(電気化学研究及び学会の活動の進歩への著しい貢献により受賞、ECS最高位賞で日本人初受賞)、平成22年春　紫綬褒章（発明改良功績）、平成20年文部科学大臣表彰　科学技術賞（開発部門）等受賞多数。
- 1984年 (昭和59年) 金属表面技術協会技術賞
- 1990年 (平成2年)  電気化学協会学術賞
- 1996年（平成8年）The International Union for Surface Finishing（IUSF,国際表面処理連合）Simon Wernick International Awaed (サイモンワーニック賞)
- 1996年　(平成8年)  The Electrochemical society (ECS、米国電気化学会）  Research Award (研究賞)
- 1997年　(平成9年)  表面技術協会 協会賞
- 1999年　(平成11年) International society of electrochemistry （ISE、国際電気化学会）Electrochemica Acta Gold Medal of ISE (パーガモンゴールドメダル賞)
- 2001年　(平成13年)  電気化学会 学会賞・武井賞
- 2002年　(平成14年)  The Institute of Electrical and Electronics Engineers (IEEE ,米国電子情報通信学会) Fellow フェロー
- 2002年　(平成14年)  The Electrochemical society (ECS、米国電気化学会）Fellow フェロー
- 2004年　(平成16年)  日本化学会 日本化学会賞
- 2004年　(平成16年)   International Union of Pure and Applied Chemistry（IUPAC国際純正・応用化学連合）Fellow フェロー
- 2006年　(平成18年)  表面技術協会　技術賞
- 2006年　(平成18年)  International society of electrochemistry （ISE、国際電気化学会）Fellow フェロー
- 2006年　(平成18年)  日本応用磁気学会 学会賞
- 2008年　(平成20年)  文部科学省 科学技術分野の文部科学大臣表彰 科学技術賞 （開発部門）
- 2009年　(平成21年)  日本磁気学会 新技術・新製品賞
- 2010年　(平成22年)  紫綬褒章（発明改良功績）[2]
- 2013年　(平成25年)  早稲田大学 大隈記念学術褒賞 記念賞
- 2015年　(平成27年)  2014年度 早稲田大学 リサーチアワード
- 2016年　(平成28年)  2015年度 早稲田大学 リサーチアワード
- 2017年　(平成29年)  International Battery Association （IBA） YEAGER AWARD
- 2017年　(平成29年)  エレクトロニクス実装学会 学会賞
- 2018年　(平成30年)   China International Battery Fair 2018(CIBF2018)　Honorary Credential
- 2018年　(平成30年)　The Electrochemical society (ECS、米国電気化学会）　Edward Goodrich Acheson Award
- 2018年　(平成30年)  International Automotive Lithium Battery Association(IALB) Lifetime Achievement Award

## 主要な著作と論文

### 主要著作
- 『電気化学法　基礎測定マニュアル』（1989年、講談社）
- 『Electrochemical Technology：Innovation and New Development』（1996年、Kodansya scientific (JAPAN) and Gorden and Breach(Netherlands
- 『材料電気化学』（1998年、朝倉書店）
- 『Energy Storage System for Electronics 』（ 2000年  Gordon and Breach Science Publishers）
- 『Electrochemical Microsystem Technologies 』（2002年  Taylor & Francis）
- 『実力がつく電気化学　基礎と応用』(2012年  朝倉書店)
- 『ものづくり大国の黄昏』（日経BP、2012年、監修）
- 『自動運転 ライフスタイルから電気自動車まで、すべてを変える破壊的イノベーション』（2014年、日経BP、監修）

### 主要論文
https://researchers.waseda.jp/profile/ja.fc83f5dc1f7a65768b11c72f4ced82fc.html